# Jonis Josef

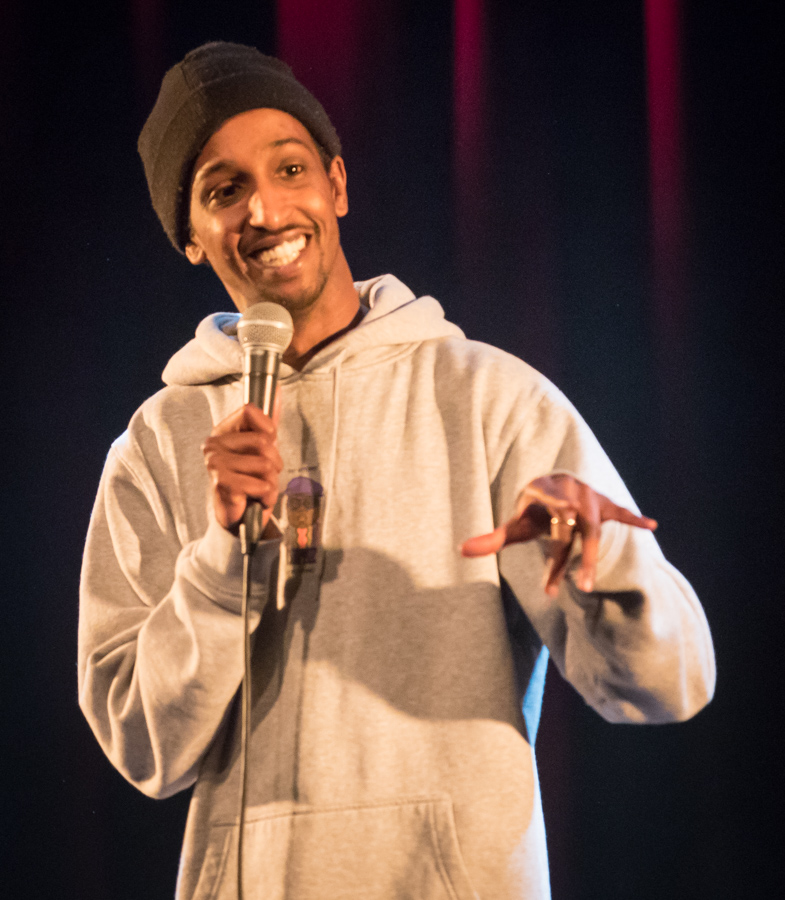
Jonis Josef

Jonis Josef Afrah Abdulle (* 22. Februar 1992 in Skien) ist ein norwegischer Komiker, Influencer, Schauspieler und Drehbuchautor.

## Leben und Wirken
Jonis Josef wuchs gemeinsam mit einem jüngeren Bruder in Skien auf. Seine Eltern stammen ursprünglich aus Somalia und zogen im Jahr 1991 nach Norwegen.
Jonis Josef ist seit 2012 als Stand-up-Comedian tätig und tritt seither in zahlreichen Fernsehshows und in Comedy-Formaten auf. Als Influencer betreibt er einen eigenen YouTube-Kanal. Er tritt seit 2016 in unregelmäßigen Abständen als Schauspieler in Filmen und Fernsehserien in Erscheinung und ist zudem seit einigen Jahren als Drehbuchautor für Fernsehformate tätig.
Er lebt in Oslo.

## Filmografie
Filme
- 2021: Prosjekt Z
- 2021: Ingenting å le av
- 2021: Drei Haselnüsse für Aschenbrödel

Serien
- 2015: Humorkalender
- 2017–2018: Jung & vielversprechend
- 2022: Kasko
- 2023: Orion
- 2023: Føkkings Fladseth